# Agrobate à dos roux
Espèce
Synonymes
- Erythropygia leugophrys (protonyme)

Statut de conservation UICN

 LC  : Préoccupation mineure
L'Agrobate à dos roux (Cercotrichas leucophrys) est une espèce de passereaux de la famille des Muscicapidae.

## Répartition
Cet oiseau vit en Afrique subsaharienne (rare en Afrique de l'Ouest et en Afrique australe).

## Habitat
Son cadre naturel de vie est la forêt et la savane sèche.

## Taxonomie
S'appuyant sur diverses études phylogéniques, le Congrès ornithologique international (classification version 4.1, 2014) déplace cette espèce, alors placée dans le genre Erythropygia, dans le genre Cercotrichas.

## Sous-espèces
Selon la classification de référence du Congrès ornithologique international (14.2, 2024) il se répartit en 9 sous-espèces (ordre phylogénique) :
- C. l. leucoptera (Rüppel, 1845) — Soudan du Sud, sud de l'Éthiopie, nord de la Somalie et du Kenya ;
- C. l. eluta (Bowen, 1934) — sud de la Somalie et nord-est du Kenya ;
- C. l. vulpina (Reichenow, 1891) — est du Kenya et de la Tanzanie ;
- C. l. brunneiceps (Reichenow, 1891) — center/sud du Kenya et nord de la Tanzanie ;
- C. l. sclateri (Grote, 1930 — centre de la Tanzanie ;
- C. l. zambesiana (Sharpe, 1882) — nord/est de la RDC et le Soudan du Sud à l'ouest du Kenya, l'est du Zimbabwe et Mozambique ;
- C. l. munda (Cabanis, 1880) — du sud du Gabon au centre de l'Angola et l'ouest de la RDC ;
- C. l. ovamboensis (Neumann, 1920) — du sud de l'Angola et le nord de la Namibie au sud-ouest de la Zambie et l'ouest du Zimbabwe ;
- C. l. leucophrys (Vieillot, 1817) — sud du Zimbabwe et du Mozambique et nord/est de l'Afrique du Sud.